# Јуба I од Нумидије
Јуба I од Нумидије или краће Јуба I (лат. Juba I; око 85—46. п. н. е.) био је краљ Нумидије од 60. п. н. е. до 46. п. н. е.. Био је љут на Јулија Цезара, који га је почупао за браду и то је био један од разлога зашто је подржавао Помпејеве присташе за време Цезаровог грађанског рата. Успео је да победи Гаја Скрибонија Куриона у бици код Баграде и уништи му готово целу војску осветивши му се јер је као народни трибун тражио да Рим анектира Нумидију. Након пораза у бици код Фарсала 48. п. н. е. у Африку су дошле водеће Помпејеве присташе Катон Млађи, Метел Сципион, Тит Лабијен, Помпеј Млађи и Марко Петреј. Јуба им је пружао значајну војну помоћ, али заузврат је био арогантан показујући се као супериорнији и надређени. Након пораза Помпејевих снага у бици код Тапса 46. п. н. е. побегао је у Нумидију, али пошто више није уживао подршку убио се заједно са Марком Петрејем.

## Породица, детињство и младост
Син је и наследник нумидијског краља Хијемпсала II. Отац је Јубе II, краља Нумидије и касније Мауританије. Јубин отац Хијемпсал био је свргнут са трона, а на трон га је по налогу Суле вратио Помпеј. Хијемпсал је постао Помпејев савезник. Завадио се са Цезаром око 63. п. н. е.. Цезар је тада као претор бранио младога племића Масинту, који је покушавао да оствари независност од Хијемпсала. Хијемпсал је у Рим послао Јубу I да га заступа, а расправа о том питању је постала толико жестока да је Цезар зграбио и повукао Јубу за браду. Спор се окончао у корист Јубе, али Цезар је Масинту онда сакривао дуго времена у својој кући.

## Постаје краљ Нумидије
Када му је умро отац Јуба I је 60. п. н. е. наследио не само Нумидију, него је владао и племенима Гетулије у унутрашњости. Гај Скрибоније Курион је 50. п. н. е. као народни трибун предлагао да се Јубина краљевина анектира Риму и због тога је Јуба био посебно огорчен на њега. Јуба је тада био још више огорчен на Цезара као Курионова савезника. Јуба је на почетку Цезаровог грађанскога рата био изразити Помпејев савезник.

## Јуба креће са војском против Куриона
Цезар је августа 49. п. н. е. послао Гаја Скрибонија Куриона да преотме Африку од републиканаца. Помпејевом војском у Африци командовао је Публије Атије Вар, а Варов савезник био је Јуба I. Курион се са две легије искрцао у Африци. Јуба је био спреман да се освети Куриону, па је на вести о његовом доласку повео војску против Куриона и ван Нумидије. Међутим није стигао да помогне Вару, кога је Курион победио у првој већој бици и натерао да потражи спас иза зидина Утике. Када је Курион чуо да долази Јубина војска одустао је од опсаде Утике, повукао се у Корнелијев логор и затражио да му са Сицилије пошаљу две легије, које је ту оставио. Јуба је одлучио да не нападне Куриона са целом војском јер се бојао да би Курион могао да побегне са војском из Африке и на тај начин га лиши задовољства освете.

## Победа на реци Багради
Јуба је смислио обнману да Гај Скрибоније Курион не би напустио Африку и тако њега лишио освете. Јуба је раширио лажне вести да је због побуне морао да се врати са већином војске у своју краљевину, а да је крај реке Баграде оставио нешто мало војске под заповедништвом Субуре. Курион је поверовао тим вестима, па је одлучио да се упусти у битку. Није знао да се главнина нумидијске војске под Јубиним заповедништвом налази на само 6 миља од Субуре. Курион је на реци Багради напао нумидијску претходницу под Субуриним заповедништвом и након победе кренуо је да их прогања улећући на тај начин у Јубину замку. Курион је открио грешку кад је већ било прекасно, када је његова мала војска била потпуно окружена изузетно великом нумидијском коњицом. У бици је погинуо Курион и готово цела римска пешадија.

## Побија Курионову војску пред Утиком
Један мањи део коњице успео је да се повуче до римског логора. Само је мањи део војске успео да се укрца на бродове и умакне до Сицилије. Део Курионових војника и центуриона предао се Публију Атију Вару у Утици уз услов да их поштеди. Међутим Јуба I је Курионову војску у Утици сматрао ратним пленом, који припада њему као победнику, па их је онда побио. Вар се жалио на Јубин поступак, али није се усудио да се с њим свађа због тога. Због великих заслуга у рату против Цезарове војске Помпејев сенат је Јубу именовао за краља, а Цезар је са друге стране Јубу прогласио државним непријатељем. Цезар је уместо Јубе Нумидију нудио краљевима Боху и Богуду. Међутим Јуба је наставио да влада Нумидијом све до 46. п. н. е..

## Јуба се осилио због војне моћи
Након пораза у бици код Фарсала 48. п. н. е. у Африку су дошле водеће Помпејеве присташе Катон Млађи, Метел Сципион, Тит Лабијен, Помпеј Млађи и Марко Петреј. Публије Атије Вар и Метел Сципион су се свађали и сваки од њих се повлашћивао Јуби I, који је због своје војне моћи био арогантан. Када је дошао Катон Млађи, Јуба I је за време првог разговора био толико дрзак да је своју столицу поставио између Метела Сципиона и Катона, али Катон је онда преместио столицу да би Метел био у средини. Катон Млађи је спречио да се Метел и Вар према Јуби понашају као према надређеном. Цезар је навелико ширио пропаганду да се римски сенатори срамно понашају дозвољавајући себи да служе страног краља. Тврдио је да Метел Сципион наводно није смео ни да носи пурпурну одору главнокомандујућег, да не би увредио Јубу. Јуба је римским снагама дао 120 слонова и велику коњицу.

## Бох и Ситије нападају Нумидију
Цезар се искрцао у северној Африци децембра 47. п. н. е.. Током јануара 46. п. н. е. успоставио је базу крај Руспине (утврђење близу Монастира у данашњем Тунису). Након пораза у бици код Руспине Цезар се повукао у утврђени логор. Јуба I је сазнао за Цезарове невоље и одмах је кренуо са великом војском са циљем да га на време докрајчи. Међутим Публије Ситије и краљ Богуд сазнали су да је Јуба напустио краљевину, па су напали Нумидију и почели да опседају богати град Цирт. Након освајања Цирта освојили су и неколико гетулијских градова. Иако је тада скоро дошао до Метела Сципиона Јуба је морао да се враћа да би обранио своју краљевину. Метелу Сципиону је оставио само 30 слонова. Не зна се ништа о Јубиним операцијама против Ситија.

## Битка код Тапса
Недуго касније Метел Сципион је пред битку код Тапса 46. п. н. е. тражио помоћ од Јубе, који је онда оставио Субуру са задатком да се бори против Публија Ситија. Јуба је са три легије, 800 коњаника, нумидијском коњицом, 30 слонова и лаком пешадијом кренуо да помогне Сципиону пред одлучујућу битку са Цезаром. Међутим Јубина војска није била од велике помоћи републиканцима. Убрзо након Јубиног доласка дошло је до коњичке битке, у којој је иако бројнија поражена нумидијска коњица. У тој бици Јуба и Тит Лабијен умало нису заробљени. Јубу је напустило много Гетулијана привучено разним Цезаровим обећањима. Гетулијани су након тога дигли устанак настојећи да се одвоје од Нумидије, а Јуба је морао да одвоји 6 кохорти и пошаље у рат против њих. У бици код Тапса Метел Сципион и Јуба су се највише поуздавали у слонове, а када су они најурени убрзо се распала цела линија и уследио је бег.

## Бег са Петрејем и заједничка смрт
Након пораза у бици код Тапса Јуба I побегао је заједно са Марком Петрејем. Заједно су путовали до престолнице Нумидије, али када је становништво чуло за њихов пораз није их пустило у град. Грађани Нумидије су тражили од Цезара да му се предају, а Јуба и Петреј су са омањом пратњом побегли у мање седиште. Међутим како више Јубу нигде нису примали одлучио је заједно са Петрејем да се један против другог боре у двобоју до смрти. Према Цезару Јуба је успео да убије Петреја, а онда је свом слуги наредио да га убије. Међутим постоје различите верзије ко је кога убио у том двобоју, али вероватније је да је Петреј убио Јубу, а да је онда слуга њега убио.